# Большой Метеорский монастырь
Большой Метеорский монастырь, Великий Мете́ор (греч. Μεγάλον Μετέωρον) — монастырь в честь Преображения Господня в Греции, самый большой и древний православный монастырь среди метеорских, основанный в начале XIV века монахом Афанасием на одной из Метеорских скал в Фессалии, недалеко от деревни Кастракион в общине Метеора. В 1988 году Большой Метеорский монастырь в числе других метеорских монастырей был включён в список объектов всемирного наследия ЮНЕСКО в Греции.
К вершине скалы ведут 154 ступеньки. Первые постройки, которые встречаются на пути — это замок с балконом и бывший монастырский состав. Недавно в помещении склада открыли фольклорный музей, где собраны древние орудия и посуда обителей. Немного выше фольклорного музея находится Собор. Также поблизости находится алтарь и больница, расположенная напротив него. По правую сторону от Собора находятся две часовни.
Мегало Метеора представляет собой комплекс зданий поствизантийского периода, поныне оставшиеся неповрежденными, создавая полноценную картину быта древнего монастыря.

## История монастыря

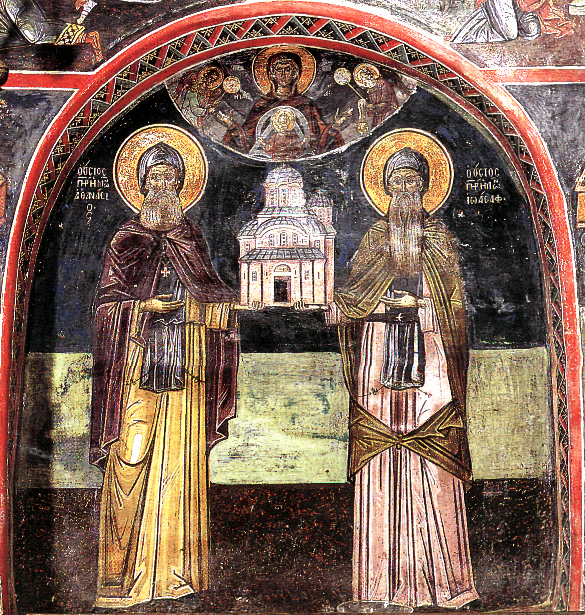
Основатели монастыря Афанасий Метеорский и Иоасаф Метеорит

Монастырь был основан святым Афанасием Метеорским (1302—1383). Афанасий Метеорский был человеком чрезвычайно образованным — своё образование он получил в Салониках и Константинополе — виднейших центрах Византийской империи. В молодом возрасте Афанасий пришёл на Афон и поселился в ските монастыря Ивирон, но частые нападения разбойников заставили его покинуть монастырь с духовным отцом, старцем Григорием. Оба монаха послушали совет сербского епископа Иакова и скрылись на Метеоре около 1340 года. Сначала они поселились в жилищах метеорских отшельников, которые до сих пор находятся перед входом в монастырь (слева от ступенек).
Слухи о монахе Афанасии быстро распространились — за первые 10 лет много молодых людей поднялось на скалу, стремясь к уединению. Тогда братья решили вместе основать первое метеорское братство — киновию — по образцу монашества на Святом Афоне. Ученик и преемник Афанасия святой Иоасаф считается вторым основателем монастыря. Иоанн (так его звали в миру) был сыном правителя Эпира и Фессалии Симеона Синиша Палеолога, позднее архиепископа Фессалии, потомка сербской династии Неманичей. Иоанн стал преемником отца в 1370 году. Однако к тому времени он уже был учеником Афанасия Метеорского, а через год оставил престол и в 1373 году поселился в монастыре «Большой Метеор» где принял постриг с именем Иоасаф. Будучи вторым основателем монастыря, он сделал большой вклад в создание архитектурной программы. Также он собрал много даров, среди которых и дары сестры Иоасафа (жены епископа Эпира). Образ Марии Палеолог воплощен в иконе Богоматери, которая и сейчас хранится в музее монастыря.
В середине XVI века монастырь стал независимым благодаря интересу, который проявил патриарх Еремий I. С этого времени начинается новый выдающийся период, который связывают с монахом Симеоном, расширившим Собор монастыря, алтарь и построивший ряд малых зданий монастыря.
Мегало Метеора — результат последовательной работы трех значительных фигур: святого Афанасия, Иоасафа и игумена Симеона.
Большой Метеор на протяжении 600 лет своей истории подвергался многочисленным нападениям и грабежам, а в 1633 году пожар почти полностью уничтожил обитель.

## Преображенский собор

### Архитектура

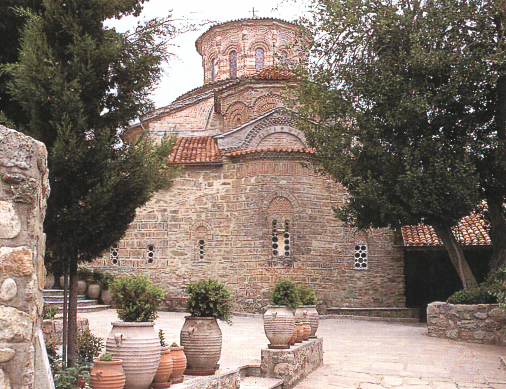
Восточная стена Преображенского собора

Собор монастыря Мегало Метеора — это итог сочетания трех различных этапов строительства:
- древний храм святого Афанасия;
- храм, который построил его преемник Иоасаф;
- храм, отстроенный 1545 года игуменом Эпира Симеоном[5].

Восточная стена храма выглядит так: византийская кладка и своды с двумя куполами, арками и наклонными крышами. Внешними особенностями храма являются кладка стен квадратными камнями, окруженными кирпичами через ряд. Эти тонкие кирпичи также окружают арки над окнами, заканчивающиеся зубцами и керамически-пластическими украшениями.
На мраморной плите на месте маленькой колонны арки окна есть надпись о реставрации храма, выполненная игуменом Иоасафом:
«В 1388 году храм Господа Бога Иисуса Христа отреставрирован монахом Иоасафом ... »
Оригинальный текст (греч.)ET(OYC) ζΩγζ / ANOIKO/ΔOMHΘH / O ΠANCE/ΠTOΣ OYTOΣ/NAOCTOY/K(YPIO)Y HMΩN/I(HCO)Y X(PICTO)Y ΔΙ/A CHNΔPOM(HC) / YOY TIMIΩT(A)T(OY) / EN MONAXOIOΣ / IΩACAΦ.
На северной стене сохранилась единственная полная сцена Второго Пришествия, принадлежащая к периоду первого оформления Собора во времена святого Афанасия. Слева от входа высечена надпись о строительстве храма в 1544—1545 гг. под руководством игумена Симеона.

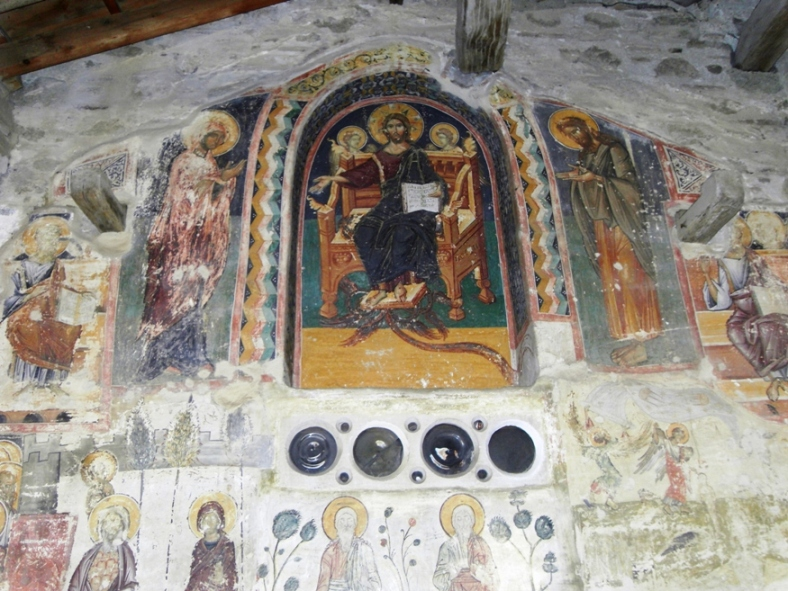
Второе Пришествие

«Построен этот уважаемый храм Преображения Господа Бога нашего Иисуса Христа на взносы и усилиями братьев обители в 1545...»

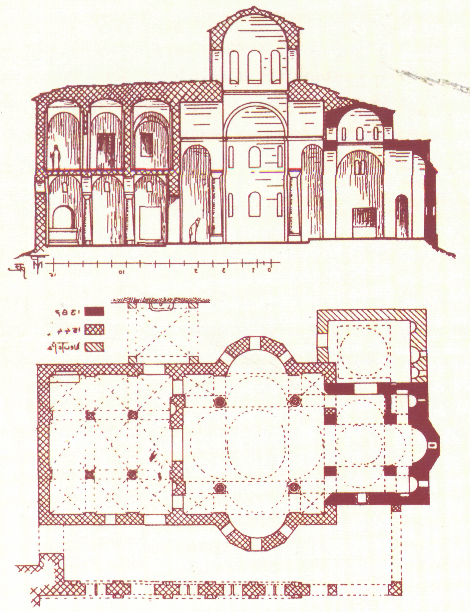
Разрез и план Преображенского Собора

Оригинальный текст (греч.)ET(OYC) +ANOIKOΔOMHΘH O/ΠANCEΠTOΣ OYTOΣ NAOC THC META/MOPΦΩCEΩΣ TOY K(YPIO)Y HMΩN I(HCO)Y X(PICTO)Y/ ΔΙA C(HN)ΔPOMHC KAI KOΠOY TΩN Π(AP)EYPICKO/MENΩN AΔΕΛΦΩΝ/ETOYC ,ΖΝΓ' (1545).

### Живописное убранство
Живописное убранство Собора также выполнялось в три этапа, правда, с большими перерывами друг от друга. В первый этап создана роспись храма (это было примерно в 1388 году). Единственной сценой, сохранившейся с тех времен, является Второе Пришествие на внешней стороне северной стены старого собора. Основу композиции составляет Христос Пантократор под сводами, окруженный двумя ангелами. Слева и справа под сводом Богоматерь и Иоанн Предтеча, умоляющие Христа о спасении человечества. В центре — фигуры апостолов, сидящих на прямоугольной скамье. На двух нижних поясах композиции изображен Рай и Ад с праведниками и грешниками соответственно. В дверях, которые были построены в XVI веке, изображены прародители.
Во втором этапе отделки храма в 1483 году появились настенные фрески старого Собора, который после расширения представляет собой алтарь нового храма Преображения. Все фрески, кроме фресок на куполе и арке, относятся к 3-му этапу (1552 г.). Надпись на северной стене храма указывает:
«Заложен фундамент и построен этот божественный и уважаемый храм Господа Бога Иисуса Христа усилиями и на средства Его Преосвященства Отца Святого Афанасия и Святого Иоасафа в 1387/8 году, которые являются также его учредителями, убранство храма было осуществлено усилиями и на средства меньшего брата в месяца ноябре 1438 году.»
Оригинальный текст (греч.)ET(OYC) +ΑΝΙΓΕΡΘΗ ΕΚ ΒΑΘΡΩΝ ΘΕMEΛΙON, Κ(ΑΙ) ANIKOΔOMHΘ(H)/O ΘEIOC KAI Π(ΑΝ)СΕΠΤΩС ΝΑΩС ΟΥΤ(O)C • TOY K(YPIO)Y Κ(ΑΙ)ΘTIOC Κ(ΑΙ) C(ΩYH)POC HMΩN, /I(HCO)Y  X(PICTO)Y • ΔΙΑ KOΠOY Κ(ΑΙ) EΞOΔOY TΩN OCI(ΩN) Π(ATE)PΩN HMΩN • AΘANACIOY Κ(ΑΙ) IΩACAΦ •/EN ET(I) ζώΩώΰζ (1387/8)• O(I) Κ(ΑΙ) KTITΩPEΣ • ANICTIPIΘ(I) • ΔIA CHNΔPOM(HC) Κ(ΑΙ) /KOΠOY T(ON) EΛAXICTO(ON) AΔEΛΦ(ΩN) • ET(OYC) (1483) IN(ΔIKTIΩNOC)B • MHNI NOEMBPIΩKA.
В центре купола Всевышний, окруженный ангельскими силами, пророками и евангелистами. Под аркой святилища изображена Богоматерь с Младенцем. Четыре сцены из жизни Христа изображены на стенах храма: Вознесение, Пятидесятница, Удивительный улов рыбы и Сретение. В помещениях и под сводами основного храма представлено 12 сцен: Рождество Христово, Тайная вечеря — в южном помещении, Распятие Христово и Воскресение Христово — в северном. Преображение находится во внутреннем куполе входа. Сретение и Камень — в южном и северном куполе. На следующем поясе старого Собора изображено Благовещение, на западной стороне колонн святилища — сцены мученичества Христа: Моление о чаше, Предательство Иуды, Отречение Петра, Встреча Христа с самаритянкой, Оплакивание Христа и др.
На низком поясе изображены фигуры святых исключительно мужского пола, кроме святой Елены в композиции, посвященной ей и святому Константину (справа и слева от Христа соответственно). Отсутствие женских образов большинство исследователей связывают с тем, что Преображенский собор монастыря Мегало Метеора, основанного по образцу афонских, действовал как храм, который разрешено было посещать только мужчинам.

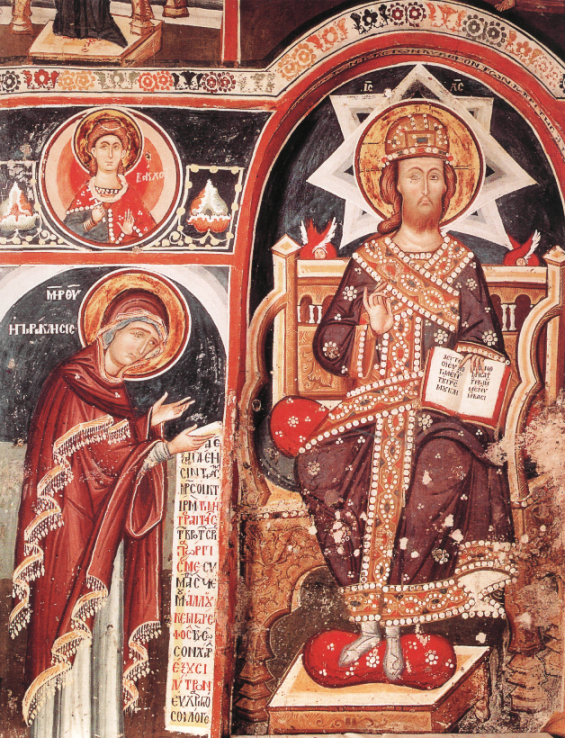
«Царь царем»

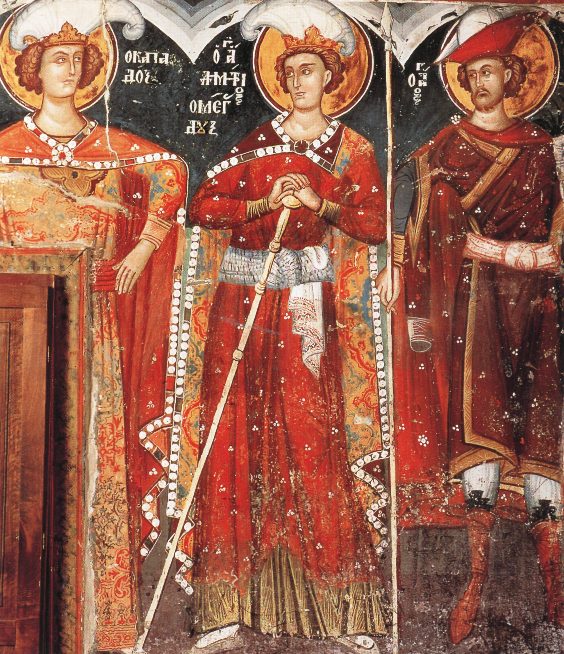
Святые Георгий Каппадокс, Димитрий Великий Дукс и Нестор

Композиция «Царь царем» помещена на западной стене, отделяющей помещение диаконов от основного храма. На ней изображён Христос в царских одеждах, сидящий на троне, к нему в молитве припадает Богородица со свитком в руках. На южной стороне помещено изображение Иоанна Предтечи. Рядом с ним изображены святые-воины Феодор Тирон и Феодор Стратилат, Георгий Каппадокийский, Димитрий Великий и Нестор в ценных одеждах принцев и экзотических головных уборах. Считается, что эта роспись создана под влиянием работ Феофана Стрелитзаса в монастыре Святого Николая.
Настенные фрески старого собора Великого Метеора создавались на протяжении 30-ти лет мастерами одной художественной мастерской, работавших над иконописью храмов в Фессалии, Западной Македонии, Сербии, Болгарии. Особые черты и качество живописи свидетельствуют о том, что они получили хорошую художественную подготовку. Соседство «мастерской Кастории» с прибрежной местностью Далматии, которая находилась под игом венецианцев, откуда мастера имели возможность общаться с западными коллегами.
После реставрации храма Преображения в 1545 году, новый храм и неф украсились новыми фресками в 1552 году. Значительные площади, возникшие в конце 1545 г., позволили расцвести богатой иконописной программе. Центр оформления основного храма представляет собой купол с изображением Вседержителя. В четырёх углах — евангелисты. Основу иконописной программы составляют 4 сцены: Преображение, Распятие и Снятие Иисуса с креста, Воскресение. Вокруг этих грандиозных сцен расположены многочисленные миниатюрные сцены из жизни Христа.
Композиции нового Собора изображены свободно на поверхностях — с одной стороны, а с другой — они подражают традиции тонкого, даже обостренного, изображения живописных образов. Несмотря на многоплановость сцен и большие поверхности, они очень гармоничны и вполне понятные, хорошо спланированы, даже изящны.

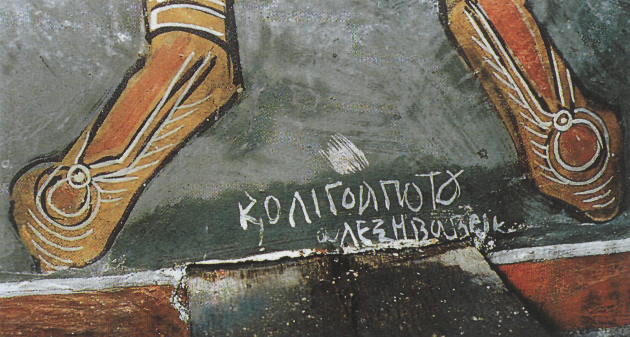
Надпись на куполе

Художники нефа и нового храма неизвестны. Однако, в рукописных чертах и иконописном выборе ощущается заметная схожесть с «Критской школой», а именно с кругом Феофана Стрелитзаса. В 1552 году мастер был на закате своей жизни, уже зрелый, достойный художник, учитель, под руководством которого работала объединённая художественная мастерская. Примечание на куполе нового собора с указанием, как должна выглядеть фигура пророка Даниила и правка на руке пророка — нарисованная вторично, а также маленькие эскизы, что и по сей день сохранились на своде купола, указывают на присутствие определённого учителя, который направлял работы, советовал и исправлял. Этим учителем мог быть Феофан Стрелитзас Бафа.
По другой версии, настенные фрески нового Собора Великого Метеора выполнил не менее известный критский художник Джордже, ученик Феофана Стрелитзаса, создавший иконопись Собора монастыря Дионисия на Святом Афоне (1547 г.).
Украшением нового храма также служит иконостас с чрезвычайным богатством тем. Старая его часть, которая датируется 1634—1635 гг, выполнена «рукой Иоанна», о чём свидетельствует надпись. Все же большая его часть реставрировалась, дополнялась многократно и закончена лишь в 1791 году, как говорят две других надписи. Новый иконостас реставрировали художники с материка: Константин из Линотопи и Костас с Мецово.

## Здания на территории монастыря

### Часовни
На территории монастыря также находятся 2 меньшие часовни:
- Часовня Иоанна Крестителя — достроена до южного святилища и соединённая с ним. Часовня небольшого размера, имеет купол. Не реставрировалась ещё с XVIII века. На самом деле, время создания первоначального здания был гораздо более древним.
- Часовня Святого Константина и Святой Елены — отдалена на несколько метров от Собора, расположена на юго-западе. Помещения также небольшого размера, построенные по типу поствизантийского простого королевского с куполом, без настенного иконописи. Купол опирается на четыре имитационные арки и извне многоугольным.

Надпись на стене у входа сообщает, что часовня построена в 1789 году, когда игуменом был Парфений Орфидис, за счет монаха Дионисия и его сына — иеромонаха Захария, которые происходили из одного из поселков Конице.

### Алтарь

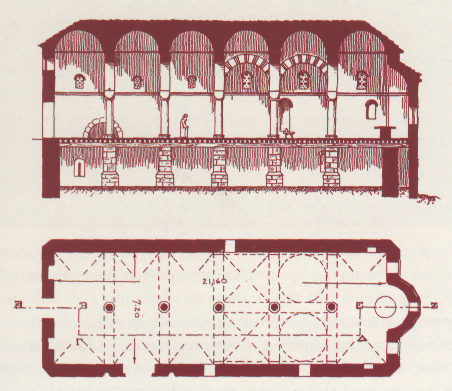
Разрез и чертежи старого алтаря

Алтарь построен в северной части храма и является работой игумена Симеона. Надпись справа, над входом, указывает, что алтарь построен в августе 1557 года:
«Возведен с фундамента этот алтарь усилиями и на взносы всех братьев обители и на средства игумена отца Симеона - иеромонаха - в месяце августе 1557 года.»
Оригинальный текст (греч.)ET(OYC) +ΑΝΙΓΕΡΘΗ ΕΚ ΒΑΘΡΩΝ ΘΕMEΛΙΩN/H ΠAPOYCA TRAΠEZA / ΔΙΑ CHNΔPOM(HC) Κ(ΑΙ) KOΠOY CYMEΩN IEPO(MON)AXOY / HΓOYMENEBONTOC KYP CYMEΩN / IEPO(MON)AX(OY) MHN(I) AYΓOYCT(OY)I I ,ΖΞE' (1557).

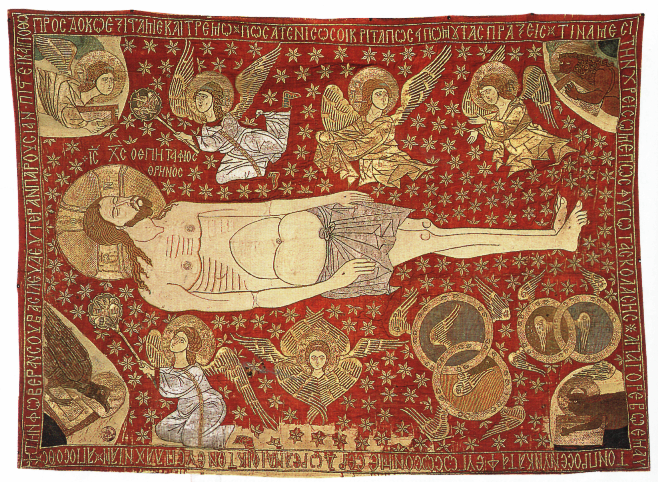
Плащаница «Христос во гробе»

Алтарь представляет собой купольное удлиненное помещение длиной в 35 метров, которое на восточной стороне переходит в свод. Внутри алтарь разделен на 2 свода, опирающиеся на 5 колонн. Шесть видоизмененных частей покрыты «лодочными» куполами, кроме четвёртого, который покрывают два крестообразные купола, и пятого — его покрывает два полукупола. Внешне архитектура алтаря имеет следующие особенности: многоугольный купол, украшенный имитационными апсидами и керамико-пластическими элементами. В нише алтаря изображена Богоматерь на престоле с малышом среди архангелов.
Сегодня алтарь превращен в музей, где экспонируются ценные реликвии монастыря: переносные иконы, среди которых исключительное место занимают Скорбящая Богоматерь и Христос во гробе, датируемые концом XIV века. Также выставлены серебряная церковная утварь, священные ризы, вышитые золотом плащаницы и священные Евангелия.

### Очаг
Кухня монастыря и очаг построены в северной стороне алтаря. Это прямоугольное помещение большой площади, покрытое полностью куполом, имеет форму полукруга с малым куполом; через окошко которого выходил дым. Сейчас это действующий музей, где представлены древние деревянные и глиняные сосуды монастыря.

### Больница

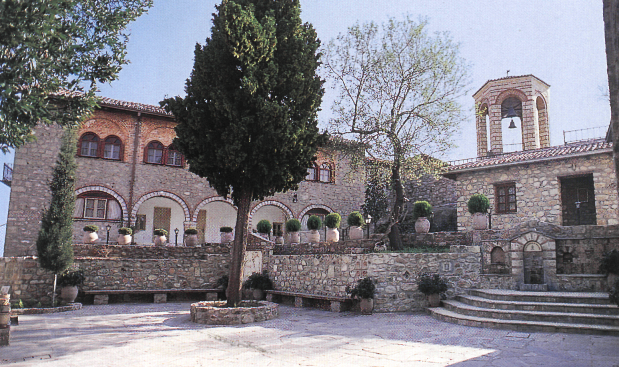
Больница монастыря

Больница находится перед алтарем Собора. Величественное купольное здание некогда было даже двухэтажным. Купол опирается на 4 колонны, как и больница монастыря Варлаама. В больнице построено 9 помещений, 8 из них покрыто крестообразными куполами. Под крышей порога сохранилась надпись, свидетельствующая о том, что больница и дом престарелых в Великом Метеоре построены на взносы, усилиями и на средства монахов в июле 1572 года.

## Галерея фресок монастыря

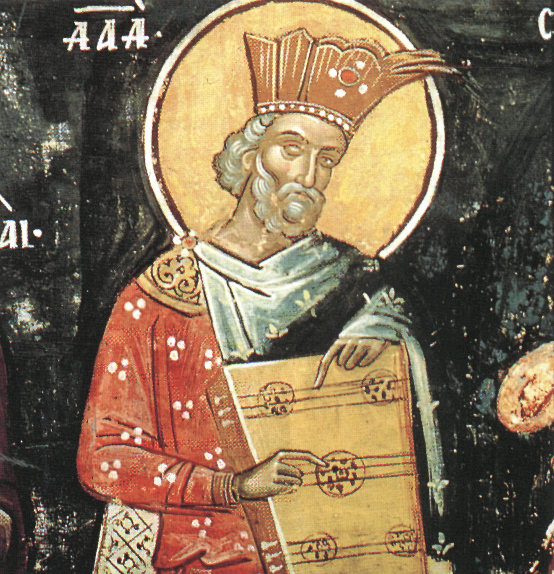
Царь Давид
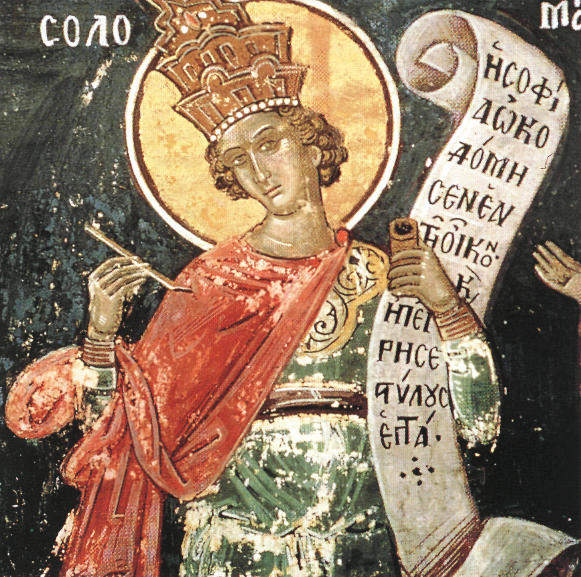
Царь Соломон
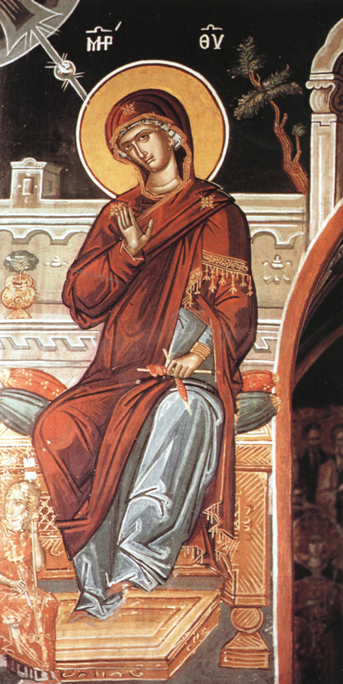
Благовещение
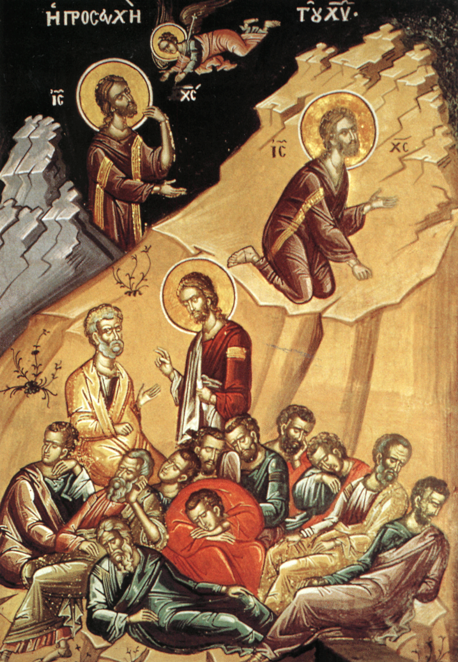
Молитва в Гефсиманском саду
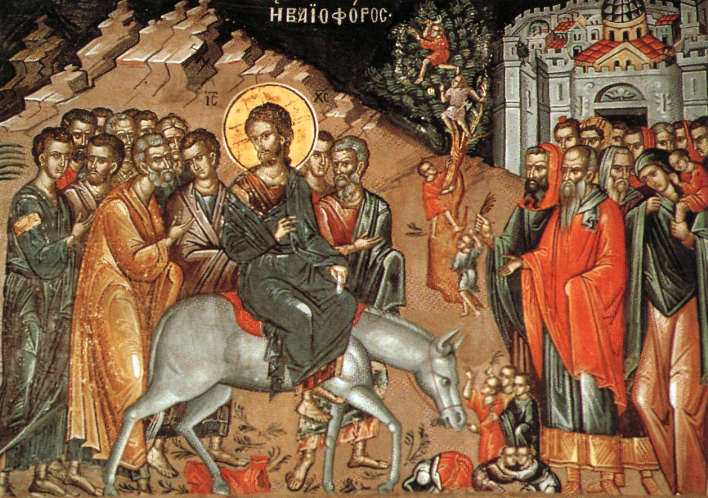
Вход Господень в Иерусалим
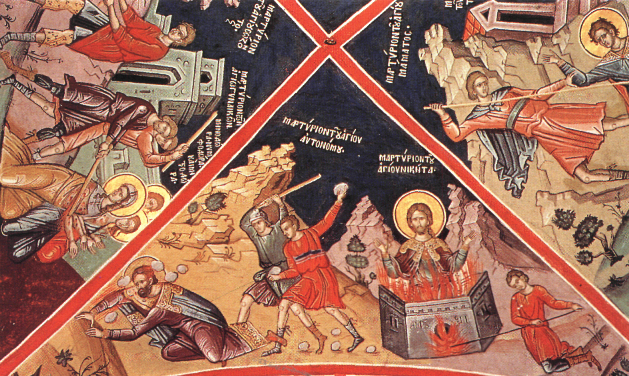
Мученичество Святых Автонома и Никиты
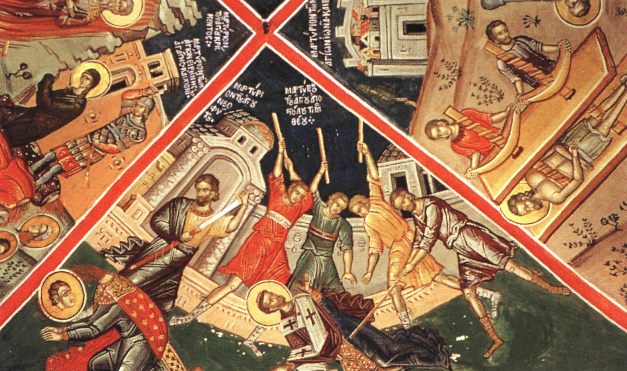
Мученичество Святых Тимофея и Неофита
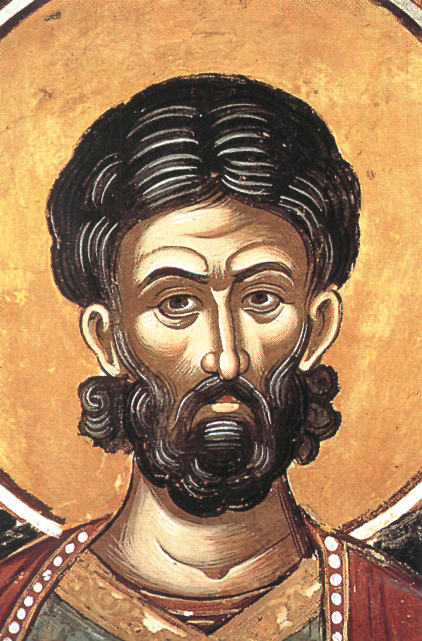
Святой Евстафий